# Pieter François Leonard Plaat

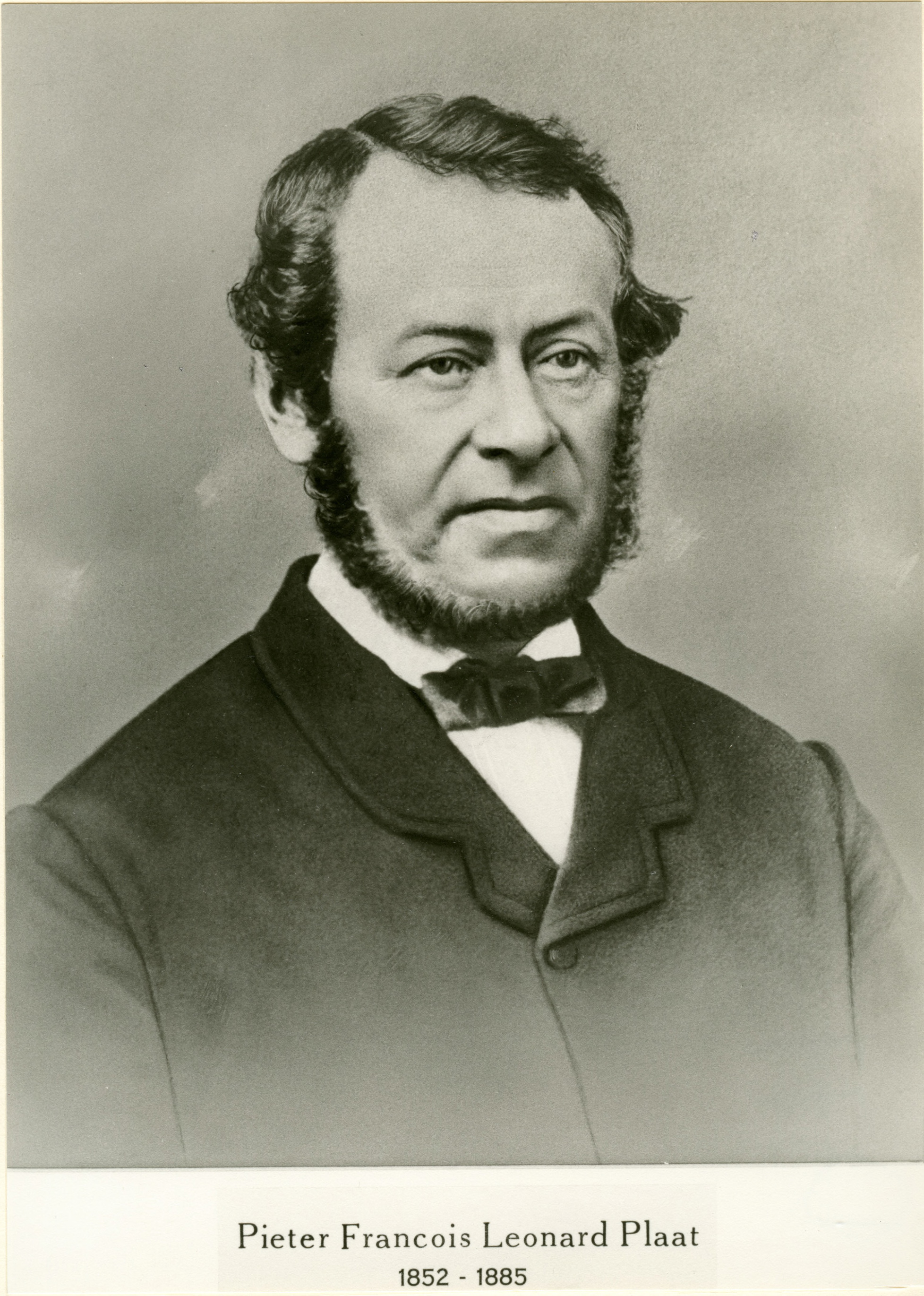
P.F.L. Plaat

Pieter François Leonard Plaat (Middelstum, 30 oktober 1816 — Warffum, 22 december 1885) was een Nederlands bestuurder. Hij was burgemeester van Usquert en Warffum.

## Levensloop
Pieter François Leonard Plaat werd geboren als zoon van François Plaat; vanaf 1839 burgemeester van Usquert. Alvorens hij in januari 1852 zijn vader opvolgde als burgemeester was hij werkzaam als zaakwaarnemer. Twee maanden later kreeg hij toestemming om ook het burgemeesterschap van het naburige Warffum op zich te nemen, een taak welke hij tot zijn dood zou vervullen. Plaat trouwde in 1842 met Hinderijka Stephania Dusseldorp met wie hij negen kinderen kreeg. Hij en zijn vrouw liggen begraven op de Algemene Begraafplaats Warffum.